# Antsoain
Antsoain (en basc, cooficialment en castellà Ansoáin) és un municipi de Navarra, a la comarca de Cuenca de Pamplona, dins la merindad de Pamplona. Limita amb Ezkabarte al nord, amb Berriozar a l'est, i Pamplona al sud.

## Administració
| 2019-     | Ander Andoni Oroz Casimiro | EH-Bildu |
| 2015-2019 | Ander Andoni Oroz Casimiro | EH-Bildu |
| 2011-2015 | Antonio Gila Gila          | PSN      |
| 2007-2011 | Antonio Gila Gila          | PSN      |
| 2003-2007 | Alfredo García López       | PSN      |
| 1999-2003 | Alfredo García López       | PSN      |
| 1995-1999 | Alfredo García López       | PSN      |
| 1991-1995 | Alfredo García López       | PSN      |

## Demografia
És el novè municipi més poblat de Navarra, després de Pamplona (200.000 h), Tudela (32.000 h), Barañain (21.000 h), Burlata (18.000 h), Zizur Nagusia (14.300 h), Estella-Lizarra (13.800 h), Tafalla (11.500 h) i Villava (11.000 h).
| 1897 | 1900 | 1930 | 1940 | 1950 | 1960 | 1970 | 1975  | 1981   | 1986   | 1991   | 1996  | 2001  | 2005  | 2006  |
| ---- | ---- | ---- | ---- | ---- | ---- | ---- | ----- | ------ | ------ | ------ | ----- | ----- | ----- | ----- |
|      |      |      |      |      |      |      | 9.703 | 10.989 | 11.025 | 11.196 | 5.396 | 8.095 | 9.862 | 9.952 |